# 歩兵第107連隊
歩兵第107連隊（ほへいだい107れんたい、歩兵第百七聯隊）は、大日本帝国陸軍の連隊のひとつ。

## 沿革
- 1937年（昭和12年）6月23日 - 軍旗拝受、第109師団隷下で山西省各地の警備にあたる
- 1940年（昭和15年） - 復員するも同年7月に再編成され第52師団隷下となる
- 1943年（昭和18年） - 甲支隊として臨時編成される
- 1944年（昭和19年）初頭 - 甲支隊はクサイ島、ポナペ島、ミレ島に分散配置されアメリカ軍の攻撃に備える
- 1945年（昭和20年）8月 - 終戦

## 歴代連隊長
| 代 | 氏名       | 在任期間              | 備考           |
| -- | ---------- | --------------------- | -------------- |
| 1  | 長沢子郎   | 1937.8.20 -           |                |
| 2  | 川崎明徳   | 1938.7.15 -           | 1939.12.20復員 |
| 3  | 塘真策     | 1940.10.4 - 1941.8.25 |                |
| 末 | 山中万次郎 | 1941.8.25 -           |                |